# 32734 Kryukov
32734 Kryukov este un asteroid din centura principală de asteroizi.

## Descriere
32734 Kryukov este un asteroid din centura principală de asteroizi. A fost descoperit pe 1 septembrie 1978 la Observatorul de Astrofizică din Crimeea de Nikolai Cernîh. Asteroidul prezintă o orbită caracterizată de o semiaxă mare de 3,21 ua, o excentricitate de 0,15 și o înclinație de 0,6° în raport cu ecliptica.